# Indocetus
Indocetus — це протоцетидний ранній кит, відомий з пізнього раннього еоцену (лютеціан, 48.6–40.4 мільйонів років тому) формації Харуді у Катчі, Індія.
Голотип Sahni & Mishra 1975 являє собою частковий череп з двох частин зі збереженим лобовим щитом і правою потилицю та слуховою буллою.
Indocetus відомий за частковим черепом, двома ендокістами, правою барабанною і правою верхньою щелепою; всі з формації Харуді. Indocetus має помітні протоконуси на молярах, що відрізняє його від Protocetus, Eocetus, Babiacetus і Georgiacetus. P1 є однокореневим, як і Rodhocetus. Барабанна булла більш вузька, ніж у Protocetus і Georgiacetus.